# Diaradougou (Bama)
Pour les articles homonymes, voir Diaradougou.
Diaradougou est une commune rurale située dans le département de Bama de la province du Houet dans la région des Hauts-Bassins au Burkina Faso.

## Géographie
Diaradougou est située à 15 km au nord-ouest de Bobo-Dioulasso.

## Économie
La commune pratique une agriculture vivrière et maraîchère liée à la présence de la vallée de la rivière Kou.

## Éducation et santé
Diaradougou accueille un centre de santé et de promotion sociale (CSPS) tandis que le centre hospitalier régional (CHR) se trouve à Bobo-Dioulasso.